# Synopeas thersippus
Synopeas thersippus är en stekelart som först beskrevs av Walker 1839.  Synopeas thersippus ingår i släktet Synopeas och familjen gallmyggesteklar. Inga underarter finns listade i Catalogue of Life.